# Герберт Левін
Герберт Левін (нім. Herbert Lewin; 1 квітня 1899 — 21 листопада 1982) — німецький лікар, який з 1963 до 1969 року був головою Центральної ради євреїв Німеччини.
У жовтні 1941 року він був депортований до Лодзинського гето і працював лікарем у кількох концтаборах. Його дружина Аліса, з якою він одружився в 1925 році, померла в концтаборі. Після звільнення Німеччини від націонал-соціалізму Левін залишився в Німеччині і знову працював лікарем. Конрад Аденауер, тодішній мер Кельна, доручив Левіну повернути вцілілих кельнських євреїв із Терезієнштадта.